# Psia grota

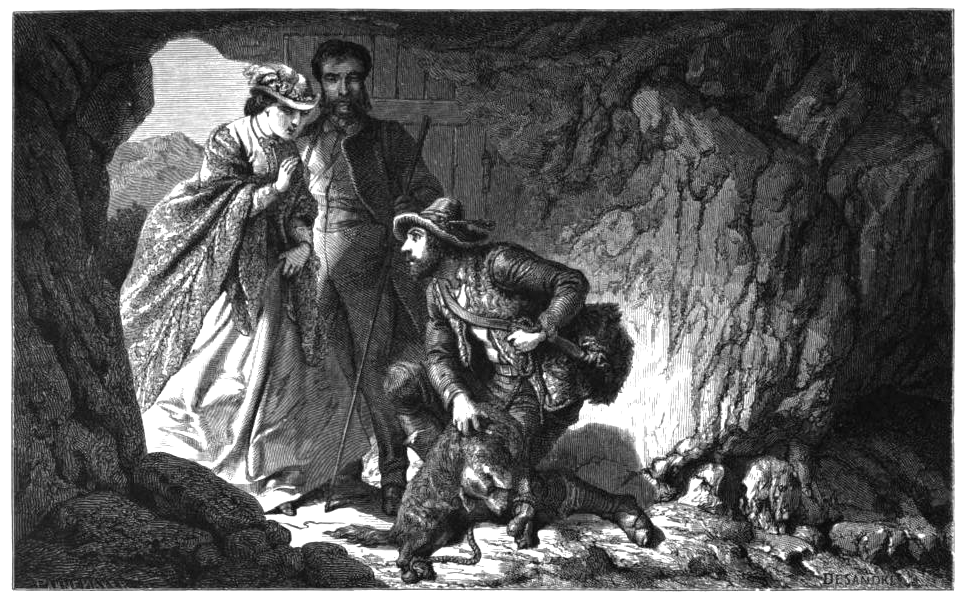
Przewodnik pokazuje turystom psa, otrutego przez dwutlenek węgla (ilustracja z 1865 r.)

Psia grota (wł. Grotta del Cane) – grota we Włoszech, położona na Polach Flegrejskich niedaleko Pozzuoli, nad brzegiem niegdysiejszego jeziora Agnano. Znajduje się w niej fumarola, z której wydobywa się dwutlenek węgla; gaz ten, jako cięższy od powietrza, zbiera się w dolnej części jaskini. Wskutek tego przebywające w środku małe zwierzęta (np. psy) doznają zatrucia, podczas gdy stojący człowiek nie odczuwa żadnych objawów.
Grota została wytworzona sztucznie jeszcze w czasach starożytnych, prawdopodobnie jako sudatorium (łaźnia parowa). Być może o jej szczególnych właściwościach słyszał już Pliniusz Starszy, który w Historii Naturalnej (77–79 n.e.) wspomina o położonym w okolicy Pozzuoli miejscu, gdzie zwierzęta giną od trujących wyziewów. Jednak pierwsze jednoznaczne doniesienia o grocie pochodzą dopiero z XVI wieku.

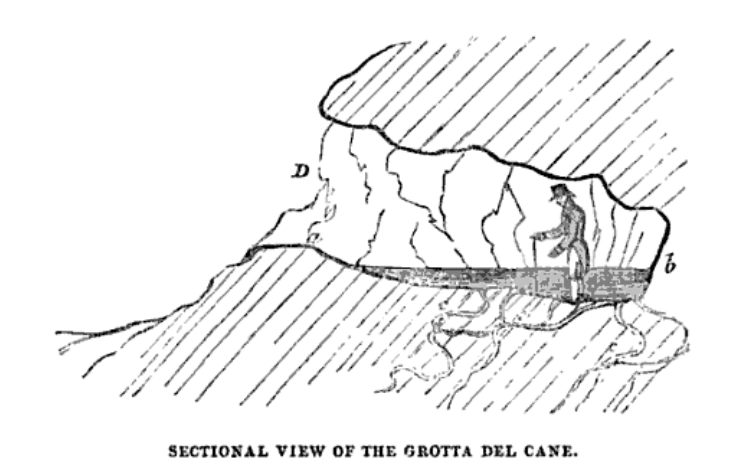
XIX-wieczny schemat „psiej groty” (widok z boku) – wydobywający się z fumaroli dwutlenek węgla (oznaczony ciemniejszym kolorem) pozostaje w dolnej części groty

„Psia grota” aż do XIX wieku stanowiła popularną atrakcję turystyczną, zwłaszcza wśród podróżników odbywających Grand Tour po Europie. Miejscowi przewodnicy za opłatą demonstrowali podróżnym działanie trującego gazu, wprowadzając do groty psa i przytrzymując jego pysk przy ziemi. Gdy pies tracił przytomność, przewodnik wynosił go na zewnątrz i cucił go, zanurzając w jeziorze Agnano.
Około roku 1870 jezioro Agnano zostało osuszone w ramach uzyskania terenów pod uprawy i zwalczania komarów roznoszących malarię. Ruch turystyczny zmalał, a „psia grota” wkrótce popadła w zapomnienie. W 1958 roku zrobiono z niej wysypisko śmieci. Jednak dzięki staraniom wolontariuszy w 2001 roku grotę oczyszczono.